# Camactognathus
Camactognathus är ett släkte av spindeldjur som beskrevs av Newell 1984. Camactognathus ingår i familjen Halacaridae.
Släktet innehåller bara arten Camactognathus borealis.